# Pont de la Rivière des Pluies
Le pont de la Rivière des Pluies est un pont du nord de l'île de La Réunion, un département d'outre-mer et région français du sud-ouest de l'océan Indien. Cet ouvrage d'art permet le franchissement de la rivière des Pluies par le boulevard Sud, à la frontière entre les communes de Saint-Denis et Sainte-Marie. Long de 189,5 mètres, en quatre travées, il est constitué d'un pont avec deux caissons en béton précontraint, chacun mis en place par poussage, puis reliés après poussage par une dalle en béton armé bétonnée en place.